# La Parrilla
La Parrilla település Spanyolországban, Valladolid tartományban. La Parrilla Montemayor de Pililla, Portillo, Valladolid, Aldeamayor de San Martín, Tudela de Duero és Traspinedo községekkel határos. Lakosainak száma 480 fő (2024).

## Népesség
A település népessége az utóbbi években az alábbiak szerint változott:
| Lakosok száma | 623  | 622  | 598  | 571  | 523  | 508  | 493  | 480  | 487  | 480  |
|               | 2001 | 2004 | 2007 | 2009 | 2012 | 2014 | 2017 | 2019 | 2022 | 2024 |